# Ourense-Empalme
Ourense-Empalme (hiszp.: Estación de Orense-Empalme) – stacja kolejowa w Ourense, w prowincji Ourense, w regionie Galicja (Hiszpania), w Hiszpanii.
W roku 2011 rozpoczęto eksploatację linii dużych prędkości w kierunku Santiago de Compostela.